# Elaeocarpus ferruginiflorus
Elaeocarpus ferruginiflorus är en tvåhjärtbladig växtart som beskrevs av Cyril Tenison White. Elaeocarpus ferruginiflorus ingår i släktet Elaeocarpus och familjen Elaeocarpaceae. Inga underarter finns listade i Catalogue of Life.